# Marchalaspis vuilleti
Marchalaspis vuilleti är en insektsart som först beskrevs av Élie Marchal 1909.  Marchalaspis vuilleti ingår i släktet Marchalaspis och familjen pansarsköldlöss.
Artens utbredningsområde är Guinea. Inga underarter finns listade i Catalogue of Life.